# Édit du 3 juillet 1315
Ordonnance du 5 juillet 1315
Taxation des serfs du domaine royal refusant de racheter leur affranchissement.
Par l'édit du 3 juillet 1315, le roi de France Louis X dit le Hutin affirme que « selon le droit de nature, chacun doit naître franc » et que « par tout notre royaume les serviteurs seront amenés à franchise ». D'où la maxime « nul n'est esclave en France »,, et l'énonciation « le sol de la France affranchit l'esclave qui le touche ». Cet édit abolit ainsi le servage (du mot latin servus, esclave) dans le domaine royal.

## Contexte
Le court règne du roi Louis X, de 1314 à 1316, est marqué par des conflits à la fois intérieurs (comme des révoltes paysannes) et extérieurs : Louis X cherche à financer une guerre contre les Flamands. La vente aux serfs de leur affranchissement représente justement une source de liquidités. Les fonds obtenus par l'affranchissement en masse étaient d'ailleurs moins laborieux à collecter que les taxes telles que la mainmorte et le formariage.

## Contenu

### Version duDictionnaire de Brillonainsi que de l'Académie royale de Belgique
« Louis, par la grâce de Dieu, roi de France et de Navarre, à nos amés et féaux...
Comme, selon le droit de nature, chacun doit naître franc
Nous, considérant que notre royaume est dit et nommé le royaume des Francs, et voulant que la chose, en vérité, soit accordante au nom...
par délibération de notre grand conseil, avons ordonné et ordonnons, que généralement par tout notre royaume...
franchise soit donnée à bonnes et convenables conditions...
et pour ce que les autres seigneurs qui ont hommes de corps, prennent exemples à nous de eux ramener à franchise...

Donné à Paris le tiers jour de juillet l'an de grâce 1315 »,

### Version deCharles-Jean-François Hénault&Antoine Étienne Fantin-Desodoards
« Comme, selon le droit de nature, chacun doit naître franc, et comme la servitude moult nous déplaît, considérant que notre royaume est dit et renommé le royaume des Francs, et voulant que la chose, en vérité, soit d'accord avec le nom, avons ordonné et ordonnons à tous lieux, villes et communautés et personnes singulièrement et généralement, que par tout notre royaume les serviteurs seront amenés à franchise. »

« Ordonnons en mandement à tous nos justiciers et subjects, que en ces choses ils obéissent et entendent diligemment. »

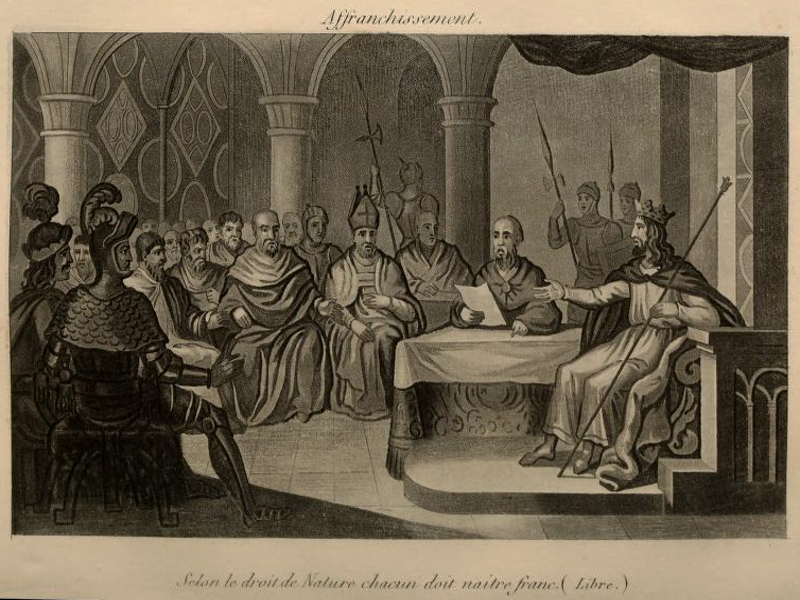
« Selon le droit de Nature chacun doit naître franc » Louis X

### Version deLouis Dussieux
Lettres de Louis X portant que les serfs du domaine du roi seront affranchis moyennant finance - À Paris, le 3 juillet 1315
« Louis, par la grâce de Dieu roi de France et de Navarre, à nos améz et féaus maître Saince de Chaumont et maître Nicolle de Bravy, salut et dilection.  »

« Comme selon le droit de nature chacun doit naistre franc et par aucuns usages ou coustumes, qui de grant ancienneté ont esté entroduites et gardées jusques cy en nostre royaume, et par avanture pour le meffet de leurs prédécesseurs, moult de personnes de nostre commun pueple soient encheües en liens de servitude et de diverses conditions, qui moult nous desplait, Nous considérants que notre royaume est dit et nommé le royaume des Francs, et voullants que la chose en vérité soit accordant au nom, et que la condition des gens amende de nous en la venue de nostre nouvel gouvernement ; par délibération de nostre grant conseil avons ordené et ordenons, que généraument, par tout nostre royaume, de tant comme il peut appartenir à nous et à nos successeurs, telles servitudes soient ramenées à franchises, et tous ceux qui de ourine ou ancienneté, ou de nouvel par mariage, ou par résidence de lieux de serve condition, sont encheües ou pourroient eschoir au lien de servitudes, franchise soit donnée aux bonnes et convenables conditions. Et pour ce, et spécialement que nostre commun pueple qui par les collecteurs, sergents et autres officiaux, qui au temps passé ont été députez sur le fait des mains mortes et formariages, ne soient plus grevez, ni domagiez pour ces choses, si comme ils ont esté jusques icy, laquelle chose nous déplaît, et pour ce que les autres seigneurs qui ont des hommes de corps prennent exemple nous de eux ramener à franchise. Nous qui de vostre léauté et aprouvée discrétion nous fions tont plain, vous commettons et mandons, par la teneur de ces lettres, que vous alliez dans la baillie de Senlis et ès ressorts d'icelle, et à tous les lieux, villes et communautéz, et personnes singulières qui ladite franchise vous requerront, traitez et accordez avec eux de certaines compositions, par lesquelles suffisante recompensation nous soit faite des émoluments qui desdites servitudes pouvoient venir à nous et à nos successeurs, et à eux donnez de tant comme il peut toucher nous et nos successeurs générales et perpétuelles franchises, en la manière que dessus est dite, et selon ce que plus plainement le vous avons dit, déclaré et commis de bouche. Et nous promettons en bonne foy que nous, pour nous et nos successeurs, ratifierons et approuverons, tiendrons et ferons tenir et garder tout ce que vous ferez et accorderez sur les choses dessus dites, et les lettres que vous donnerez sur nos traités, compositions et accords de franchises villes, communautés, lieux ou personnes singulières, nous les agréons dès-ors endroit, et leur en donnerons les nôtres sur ce, toutefois que nous en serons requis. Et donnons en mandement à tous nos justiciers et sujets, que en toutes ces choses ils obéissent vous et entendent diligemment. »

## Portée et limites

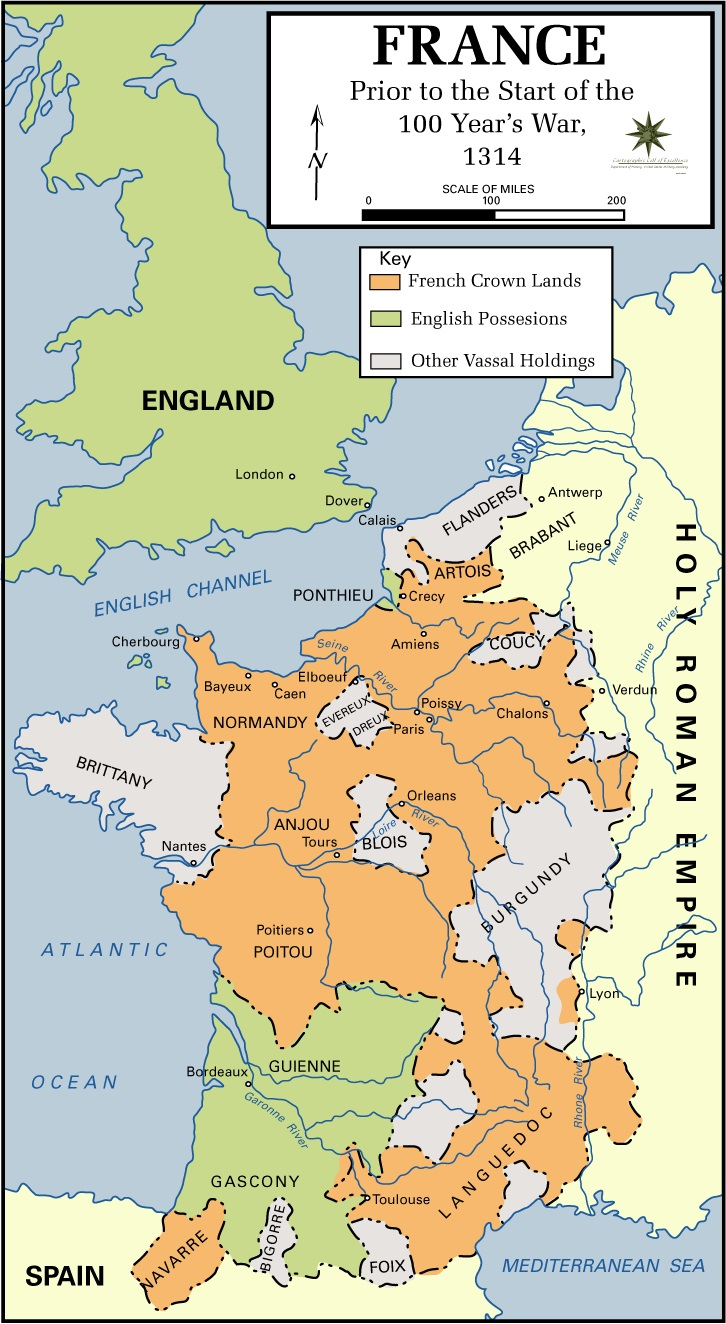
La France en 1314. Carte américaine à l'orthographe approximative (par l'Académie militaire de West-Point) (domaine royal en orange)

Il convient d'interpréter avec prudence les « formules de style » (« par tout nostre royaume », « franchise soit donnée à bonnes et convenables conditions »...) rédigées par les scribes royaux :

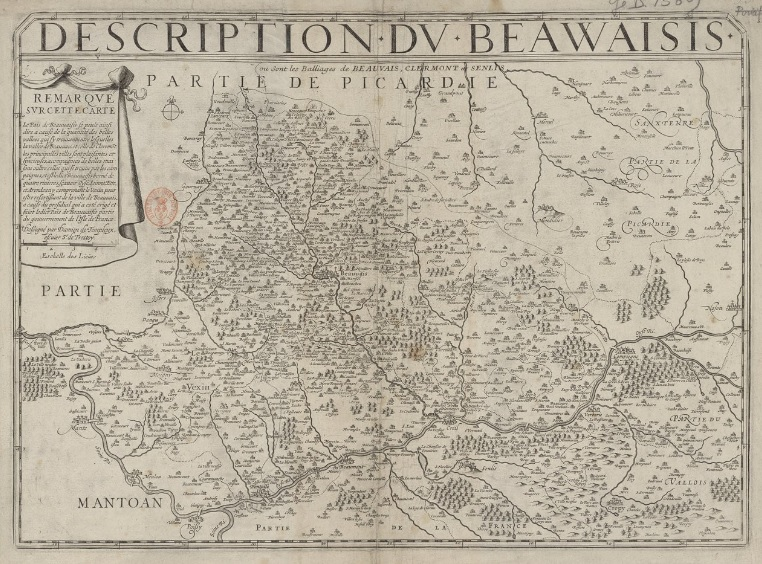
Pays du Beauvaisis, composés des bailliages de Beauvais, Clermont et Senlis (1640).

Comme indiqué dans la version de Louis Dussieux, l'affranchissement des serfs dans l'édit du 3 juillet 1315 concerne seulement le domaine royal (représentant en 1314 environ les 3/4 du Royaume de France), et dans un premier temps exclusivement le bailliage de Senlis (correspondant essentiellement aux départements actuels de l'Oise et du Val-d'Oise),,,.
 L'exécution de l'ordonnance royale fut soumise aux commis Nicolas de Braye et Saince de Chaumont. Le même jour, le roi Louis X soumet une ordonnance analogue, cette fois-ci aux clercs royaux Philippe de Convers et Michel Mauconduit, pour l'affranchissement du bailliage de Vermandois (correspondant à une partie de l'actuel département de l'Aisne),.
Par ailleurs, la formulation que « franchise soit donnée à bonnes et convenables conditions » signifiait que l'affranchissement avait un prix, d'ailleurs jugé parfois si excessif qu'un bon nombre de serfs préférèrent rester dans leur ancienne condition. D'où l'ordonnance du 5 juillet 1315 par laquelle Louis X ordonne une taxation forcée pour les serfs refusant de racheter leur affranchissement,.
D'après Jean-Marie Carbasse, « même si cet acte n’était pas totalement désintéressé, même s’il n’a concerné, en pratique, que les serfs du domaine royal, il reste que le principe de la liberté personnelle était fermement rappelé, et fondé sur le droit naturel. »
L'édit est consacré en 1571 lorsqu'un tribunal de Bordeaux affranchit des esclaves Noirs au motif que la France « mère des libertés » ne tolère pas la pratique esclavagiste sur son sol,,.

## Sources et références
1. ↑  Maurice Block, Dictionnaire général de la politique, 1867
2. ↑  André Dupin, Réquisitoires, plaidoyers, et discours de rentrée, Paris, 1842
3. ↑  Alexandre Ledru-Rollin, Journal du Palais : recueil le plus ancien et le plus complet de la jurisprudence française, Paris, 1840
4. ↑  Désiré Dalloz, Jurisprudence générale du Royaume - Recueil Périodique et critique de législation, de doctrine et de jurisprudence, Paris, Dalloz, 1840
5. 1 2 3  Marc Bloch, Rois et Serfs. Un chapitre d'histoire capétienne, 1922, p. 761
6. ↑  Académie Royale des Sciences, des Lettres et des Beaux-Arts de Belgique (Bruxelles), Bulletins de l'Académie Royale des Sciences, des Lettres et des Beaux-Arts de Belgique, Hayez, 1853 (lire en ligne)
7. ↑  Pierre-Jacques Brillon, Dictionnaire de jurisprudence et des arrêts: ou nouvelle édition du Dictionnaire de Brillon, connu sous le titre de "Dictionnaire des arrêts et jurisprudence universelle des Parlemens de France et autres tribunaux"..., A. de La Roche, 1783 (lire en ligne)
8. ↑  Charles-Jean-Francois Henault, Nouvel Abrege Chronologique De L'Histoire De France: Contenant Les Evenemens De Notre Histoire depuis Clovis jusqu'a la mort de Louis XIV. les guerres, les batailles, les sieges. 1,1, Prault, 1752 (lire en ligne)
9. ↑  Libre (voir franchise).
10. ↑  Origine.
11. ↑  Serfs.
12. ↑  Le bailliage.
13. ↑  Personne isolée, particulière.
14. ↑  Louis Dussieux, L'histoire de France racontée par les contemporains: Extraits des chroniques, des mémoires et des documents originaux, avec des sommaires et des résumés chronologiques, Firmin Didot frères, fils et Cie, libraires, 1861 (lire en ligne)
15. ↑  « FRANCE Prior to the Start of the 100 Years's War, 1314 », sur Wikimedia Commons, 1er janvier 2000 (consulté le 6 septembre 2019) : « Cf. Cate de la France en 1314 (domaine royal en orange) »
16. ↑  Cf. Chanoine Afforty, Baillis : Observations sur les baillis et Baillis de Senlis (transcription du texte original par Amédée Margry), dans : Comité Archéologique de Senlis, Comptes-rendus et Mémoires, année 1881, Senlis 1882, 380 p. ; p. 1-119 ; Lire sur Gallica ; et Amédée Margry, Nouvelles recherches sur les origines des Grandes Baillies Royales, dans : Comité Archéologique de Senlis, Comptes-rendus et Mémoires, années 1897-98, Senlis 1899, 318 p. ; p. 105-156 ; Lire sur Gallica. Les quatre suites du travail paraissent dans les volumes : 1902 (p. 102-185), 1905 (p. 141-212), 1906 (p. 195-268) et 1908 (p. 181-273). Cette volumineuse étude de Margry porte sur les bailliages et les baillies en général.
17. ↑  Damien de Templeux, Description du Beauvaisis où sont les Bailliages de Beauvais, Clermont et Senlis., 1640
18. ↑  Voir Bailliage et sénéchaussée : 30 Beauvais + 63 Chaumont-en-Vexin + 202 Senlis
19. ↑  Voir VEXIN, Beauvais, C. BEAUMONT, Senlis (DR), C. Clermont, C. de VERMANDOIS sur la carte La France en 1180
20. ↑  Jean-Baptiste de Buridan, Les Coustumes générales du bailliage de Vermandois en la cité, ville, banlieue et prevosté... de Laon et les particulières de Ribemont, Sainct Quentin, Noyon et Coucy, Reims, Nicolas Hécart, 1630
21. ↑  Voir Bailliage et sénéchaussée : 171 Saint-Quentin + 212 Soissons + 227 Laon
22. ↑  Firmin Didot, L'univers: histoire et description de tous les peuples, 1845
23. ↑  Émilien Carou, Le Paupérisme: Ses Causes, Moyens de le Prévenir, de le Soulager ou de le Réduire, Paris, 1879
24. ↑  Jean-Marie Carbasse, Droit naturel et droits de l’homme, Presses universitaires de Grenoble, 2011
25. ↑  Érick Noël, L'esclavage dans la France moderne, 2007 - Extrait disponible sur Cairn.info
26. ↑  Sylvie CHALAYE, Éric DEROO, Dominic THOMAS, Mahamet TIMERA, Pascal BLANCHARD, Alain MABANCKOU, La France noire, 2012
27. ↑  Université Rennes-II, Louis X, 23/05/2016